# اعتیاد (فیلم)
اعتیاد (به فنلاندی: Levottomat 3) فیلمی در ژانر رمانتیک و درام است که در سال ۲۰۰۴ منتشر شد.